# Râul Runcu, Anieș
Râul Runcu este un curs de apă, al treilea afluent de dreapta (din patru) al râului Anieș, care la rândul său este la zecelea afluent de dreapta (din treizeci și șapte) al râului Someșul Mare. 

## Generalități
Râul Runcu nu are afluenți semnificativi și nici nu trece prin vreo localitate. 

## Hărți
- Harta Munții Rodnei  Arhivat în 22 iulie 2020, la Wayback Machine.
- Harta Munții Rodnei